# 8912 Ohshimatake
A 8912 Ohshimatake (ideiglenes jelöléssel 1995 YN1) a Naprendszer kisbolygóövében található aszteroida. Kobajasi Takao fedezte fel 1995. december 21-én.